# Почести
Почести или Поцести (на албански: Poçest) е село в Република Албания, община Дебър, административна област Дебър.

## География
Селото е разположено в историкогеографската област Поле в западното подножие на планината Дешат.

## История

### В Османската империя
Според османско преброяване от 1467 година в Потестаси има 9 домакинства.
В XIX век Почести е село в Дебърска каза на Османската империя. В „Етнография на вилаетите Адрианопол, Монастир и Салоника“, издадена в Константинопол в 1878 година и отразяваща статистиката на населението от 1873 година Почести (Potchesti) е посочено като село с 50 домакинства и 137 жители помаци.
На Етнографската карта на Битолския вилает на Картографския институт в София от 1901 година Поцести е чисто албанско село в Дебърската каза на Дебърския санджак с 60 къщи.
В дописка от „Дебърски глас“ в 1909 година село Парцести се споменава като българско.

### В Албания
След Балканската война в 1913 година селото попада в новосъздадена Албания.
В 1915 година, по време на Първата световна война, селото е анексирано от Царство България. Към 1 март 1916 година Поцести е част от Кърчищката община на българската Дебърска околия.
През Първата световна война австро-унгарските военни власти провеждат преброяване в 1916 – 1918 година в окупираните от тях части на Албания и Почести е регистрирано като село с 604 албанци мюсюлмани. Езиковедите Клаус Щайнке и Джелал Юли смятат резултатите от преброяването за точни.
В рапорт на Сребрен Поппетров, главен инспектор-организатор на църковно-училищното дело на българите в Албания, от 1930 година Почести е отбелязано като село с 90 къщи.
До 2015 година селото е част от община Макелари.